# شهرداری نینوتسمیندا
شهرداری نینوتسمیندا (گرجی: ნინოწმინდის მუნიციპალიტეტი) یک شهرداری در استان سامتسخه-جاواختی گرجستان است مرکز اداری آن نینوتسمیندا است.

## مردم
جمعیت این ناحیه بر اساس سرشماری سال ۲۰۱۴ میلادی، ۲۴۴۹۱ نفر بود. مساحت این ناحیه ۱۳۵۴ کیلومتر مربع است. ۲۱٪ مردم در شهر و ۷۹٪ در روستا زندگی می‌کنند. ۱۲۱۸۶ نفر مرد و ۱۲۳۰۵ نفر زن هستند.